# Magaly Carvajal
Magaly Esther Carvajal Rivera (* 18. Dezember 1968 in Havanna) ist eine ursprünglich kubanische, später spanische Volleyballnationalspielerin.
Carvajal gewann zwei Mal in Folge die Goldmedaille bei den Olympischen Sommerspielen 1992 und 1996 sowie Gold bei den Weltmeisterschaften 1994 und Silber 1986. Darüber hinaus erhielt sie bei mehreren internationalen Wettbewerben individuelle Ehrungen als beste Blockerin.
Carvajal ist 1,90 m groß bei einer Abschlaghöhe von 3,30 m (zu Bestzeiten) und spielte im Mittelblock, in ihrer späteren Karriere in spanischen Klubs auf Diagonal und agiert auch aus dem Hinterfeld. Seit 1998 ist Magaly spanische Staatsbürgerin und bestritt einige Länderspiele für Spanien. Mit Tenerife Marichal gewann sie 2003/04 mit einer überragenden Leistung die Champions League gegen Despar Perugia. Ihre außerordentliche Leistung führte dazu, dass sie für die Play-offs vom Spitzenverein und Favoriten Murcia 2005 verpflichtet wurde.
Außer für Teneriffa spielte sie für Las Palmas, für das sie noch 2008/09 mit 40 Jahren aktiv war und weit oben in den individuellen Statistiken der Liga stand. In der Saison 2009/10 war Carvajal beste Punktesammlerin beim spanischen Erstlisten CV Traysesa Santa Cruz (Teneriffa) und wurde abermals mehrfach in die beste Aufstellung der Liga gewählt. In der Saison 2011/12 spielte sie wieder in der ersten spanischen Liga bei Cuesta Piedra Santa Cruz (Teneriffa). 2013/14 spielte sie mittlerweile 45-jährig in der ersten spanischen Liga bei CV IBSA ACE Gran Canaria 2014 und zählte zu den Top Scorern der Liga.
Carvajal gilt als eine der besten Blockerinnen aller Zeiten und setzte Maßstäbe für künftige kubanische Stars wie Regla Torres, Ana Ibis Fernández, Mirka Francia, Zoila Barros und Nancy Carrillo. US-Angreiferin Caren Kemner sagte 1992 über sie: „I have never seen so many arms in a block in my life.“
2011 wurde Carvajal in die internationale Volleyball Hall of Fame aufgenommen.